# الکساندر نادتوکا
الکساندر نادتوکا (اوکراینی: Олександр Олександрович Надтока؛ زادهٔ ۶ مارس ۱۹۹۱) ورزشکار روئینگ اهل اوکراین است.
او همچنین از قایقرانان روئینگ بازی‌های المپیک تابستانی ۲۰۱۶ بوده‌است.
وی در مسابقات کشوری و بین‌المللی در مجموع برندهٔ ۲ مدال طلا، ۴ مدال نقره، ۱ مدال برنز شده‌است.